# 北美透骨草
北美透骨草（学名：Phryma leptostachya）为透骨草科透骨草属下的一个种。